# Peter Johannes Spang
Peter Johannes Spang (født 30. august 1796 i København, død 14. januar 1846 sammesteds) var en dansk præst.
Spang blev student fra Borgerdydskolen i København 1814. Han tog teologisk embedseksamen 1820 med udmærkelse og levede af at undervise, til han 1825 blev sognepræst for Roslev-Rybjerg menigheder i Viborg Stift, hvorfra han 1830 forflyttedes til Udby-Ørslev på Sjælland. I 1840 blev han residerende kapellan ved Helligaandskirken i København og 1845 sognepræst sammesteds. Spang var en dygtig og anset præst, en begavet prædikant, der samlede en stor menighed i København, og som ved sin alvor og kraft forenet med mildhed og livlighed blev en virkelig sjælesørger for mange. Han deltog med iver i Københavns Præstekonvents forhandlinger. Da konventet 1844 besluttede at udarbejde en ny salmebog, blev han tillige med E.V. Kolthoff medlem af den komité, der var nedsat til at overveje salmebogssagen. Samtidig var han medlem af en anden komité, der androg på en del lempelser i lovgivningen om de gudelige forsamlinger. En samling af hans prædikener og lejlighedstaler udgaves efter hans død.